# Brian K. Vaughan
Brian K. Vaughan (Cleveland, 1976 –) amerikai képregény és forgatókönyvíró. Legismertebb képregényei az Y, az utolsó férfi, az Ex Machina, a Runaways, és a Pride of Baghdad, és egyike volt a Lost – Eltűntek című televíziós sorozat fő íróinak a harmadiktól ötödik évadig.

## Élete
Vaughan 1976-ban született Clevelandben, Ohio államban. Ott végezte el a Szent Ignác középiskolát. Mint a New York-i egyetem hallgatója részt vett a Marvel Stan-hattan Projectjében, mely egy osztály volt fiatal képregényírók számára. Első műve a Cable #43 volt 1997 májusában.
Vaughan írt történeteket a DC Comics és a Marvel legnagyobb karaktereinek is, beleértve a Batmant és az X-Men-t. Írt néhány forgatókönyvet, színpadi darabot, romantikus novellát, és rövid történeteket, bár jobban szereti a képregény írást. Egy a Wizarduniverse.com-nak adott interjúban azt nyilatkozta, jobban szeret saját alkotásokat írni mint az Y, az utolsó férfi vagy az Ex Machina.

## Díjak, jelölések

### Képregény
2005-ben Eisner-díjat nyert Legjobb író kategóriában az Y, az utolsó férfi, a Runaways, az Ex Machina és az Ultimate X-Men, illetve a Legjobb új sorozat kategóriában az Ex Machina című képregényeiért. 2006-ban öt munkájáért jelölték ugyanerre a díjra, melyeket nem sikerült elnyernie, majd 2008-ban a Y, az utolsó férfi a Legjobb sorozat kategóriában hozott neki Eisner-győzelmet. 2006-ban elnyerte a Wizard képregényekkel kapcsolatos magazin Legjobb képregényírónak járó díját. 2009-ben Hugo-díjra jelölték az Y, az utolsó férfi, mint Legjobb grafikus történet miatt, annak tizedik részének (Whys and Wherefores) megírásáért.

### Televízió
2009-ben jelölték a Writers Guild of America-díjra a Lost negyedik évadában végzett munkájáért Legjobb drámai sorozat kategóriában. Majd 2010-ben az írócsapatot ismét jelölték a díja az ötödik évad munkálataiért.

## Magyarul
- Y, az utolsó férfi. Ciklusok; szöveg Brian K. Vaughan, rajz Pia Guerra, ford. Harza Tamás; Kingpin, Bp., 2011
- Saga; szöveg Brian K. Vaughan, rajz Fiona Staples, ford. Rusznyák Csaba; Pesti Könyv, Bp., 2018–